# María Izquierdo Rojo
María Izquierdo Rojo (ur. 13 września 1946 w Oviedo) – hiszpańska polityk, filolog, wykładowczyni akademicka, od 1989 do 2004 deputowana do Parlamentu Europejskiego III, IV i V kadencji.

## Życiorys
Z wykształcenia doktor filozofii i literatury, specjalistka w zakresie filologii romańskiej. Zajęła się pracą naukową, została profesorem tytularnym na Uniwersytecie w Grenadzie.
W 1973 wstąpiła do związku zawodowego UGT, została też wówczas członkinią Hiszpańskiej Socjalistycznej Partii Robotniczej (PSOE). Pełniła m.in. funkcję sekretarza partii w prowincji Grenada. Po przemianach politycznych w 1977, 1979 i 1986 wybierana do Kongresu Deputowanych. Była doradcą rządu regionalnego w Andaluzji. Od 1982 do 1987 zajmowała stanowisko sekretarza stanu ds. wspólnot autonomicznych.
W wyborach w 1989, 1994 i 1999 z ramienia PSOE uzyskiwała mandat posłanki do Parlamentu Europejskiego. Była członkinią grupy socjalistycznej. Pracowała m.in. w Komisji Rolnictwa i Rozwoju Obszarów Wiejskich. W PE zasiadała do 2004.